# RK Izviđač Ljubuški
Pour les articles homonymes, voir HRK.
Le RK Izviđač Ljubuški (Rukometni Klub Izviđač Ljubuški, en français Club de handball Izviđač de Ljubuški) est un club de handball bosnien basé à Ljubuški.

## Historique
- 1956 : création du club

## Palmarès
- Championnat de Bosnie-Herzégovine :
  - Vainqueur (6) : 2000, 2002, 2004, 2005, 2016, 2018
- Coupe de Bosnie-Herzégovine :
  - Vainqueur (2) : 1999, 2002

## Anciens joueurs
- Mirko Alilović
- / Denis Buntić
- Benjamin Burić
- Senjamin Burić
- Ivan Karačić
- Marin Šego
- Dejan Malinović
- Željko Musa
- Vlado Šola
- Mirsad Terzić
- Ljubo Vukić